# Thomas Müntzer

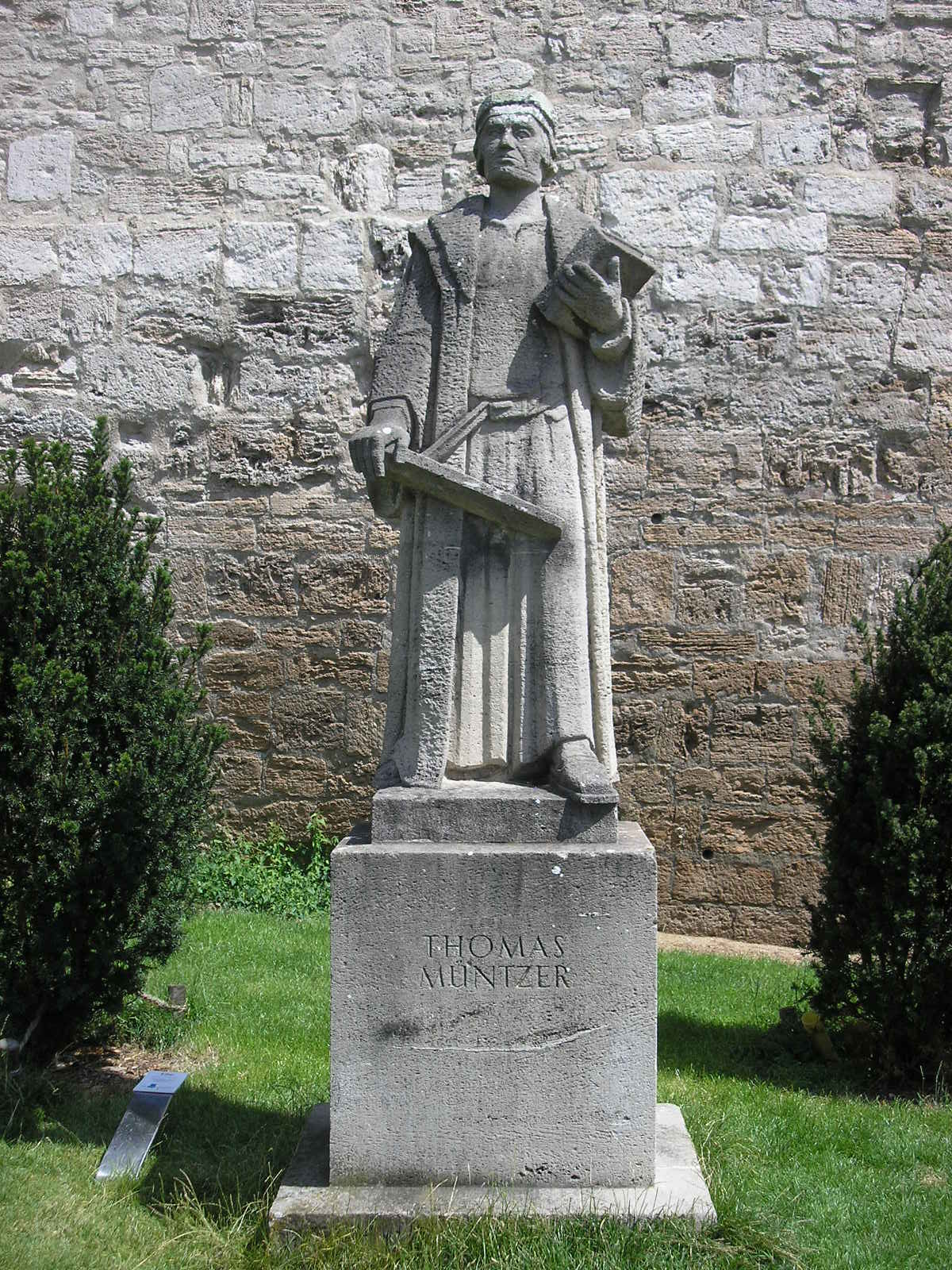
Müntzerův pomník v Mühlhausenu (Thüringen)

Thomas Müntzer (někdy počešťováno Tomáš Müntzer, 1489/1490, Stolberg – 27. května 1525, Görmar) byl Lutherův žák, německý reformátor a vůdce povstalců během selské války. Svým požadavkem omnia sunt communia (vše je společné) se stal jedním z předchůdců komunismu.[zdroj⁠?!]

## Biografie
Kazatel v saském Cvikově, považoval se za pokračovatele husitů. Roku 1521 přijel do Čech (na pozvání univerzity). Hodlal zde vybudovat „říši bratrské rovnosti“, jak o ní kdysi snili táborští chiliasté. Kázal v Betlémské kapli v Praze a jeho Výzva k Pražanům vyvolala útoky proti klášterům; nakonec byl nucen Prahu opustit, neboť byl pro české kališníky příliš buřičský.
Marně se pokoušel sjednotit lidové síly v Německu. Stál v čele poddaných při sporu s vrchností roku 1524 v jižním Schwarzwaldu a horním Rýnu. Na přelomu let 1524 a 1525 vznikl pod Müntzerovým vlivem radikální program povstalců, tzv. Artikulový list, v březnu 1525 ve Švábsku nový program dvanáct artikulů, který se stal oficiálním programem selského hnutí. Roku 1525, v období německé selské války, stál v čele povstání ve Frankenhausenu. Povstání bylo poraženo a Müntzer byl popraven.
Na hradě Allstedt je rozsáhlá expozice o jeho životě a působení.

## Citát
Jeho slavný výrok: „Snažím se pochopit, abych mohl uvěřit.“